# Romuald Jasiewicz
Romuald Jasiewicz (ur. 19 grudnia 1913 w Poznaniu, zm. 31 grudnia 1989 w Warszawie) – polski inżynier budownictwa wodnego.

## Życiorys
W 1938 ukończył studia na Politechnice Lwowskiej, w 1959 przedstawił i obronił doktorat na Politechnice Warszawskiej, w 1966 habilitował się. W 1970 uzyskał tytuł profesora nadzwyczajnego, a w 1976 profesora zwyczajnego.
Od 1936 pracował w Państwowym Zarządzie Wodnym w Koninie, od 1937 był pracownikiem naukowym na Politechnice Lwowskiej. Po uzyskaniu tytułu magistra inżyniera wyjechał do Poznania, gdzie do wybuchu II wojny światowej pracował w Zakładach Cegielskiego. Po zakończeniu II wojny światowej mieszkał w Śremie, w latach 1945-1949 był zatrudniony w Śremskim Związku Wałowym, a następnie wyjechał do Warszawy, gdzie pracował w Zjednoczeniu Wodno-Inżynieryjnym. Od 1954 był pracownikiem naukowo-dydaktycznym na Politechnice Warszawskiej, w 1984 przeszedł na emeryturę.
Pochowany na cmentarzu Powązkowskim w Warszawie (kw. 255, rząd 1, grób 20).

## Odznaczenia
- Krzyż Kawalerski Orderu Odrodzenia Polski;
- Złota Odznaka „Za zasługi dla województwa warszawskiego”;
- Odznaka „Zasłużony Pracownik Rolnictwa”.